# Dean Smith (voetballer)
Dean Smith (West Bromwich, 19 maart 1971) is een Engels voetbalcoach en voormalig voetballer.

## Biografie
Gedurende zijn spelerscarrière speelde hij doorgaans als centrale verdediger en speelde achtereenvolgens voor Walsall, Hereford United, Leyton Orient, Sheffield Wednesday en Port Vale. Smith scoorde regelmatig als centrale verdediger, de meeste goals maakte hij voor Leyton Orient. Hij was profvoetballer van 1989 tot 2005, stopte op 34-jarige leeftijd met voetbal actief te beoefenen, stapte daarna het trainersvak in en leidde voor het eerst een club in april 2011, dit werd League One-club Walsall.
Smith was reeds actief als trainer bij zijn ex-club Walsall en tweedeklasser Brentford. Op 10 oktober 2018 was hij de opvolger van de zeven dagen eerder ontslagen Steve Bruce bij Aston Villa, waarna verdediger en Chelsea-icoon John Terry op 37-jarige leeftijd zijn voetbalschoenen aan de haak hing en ging fungeren als zijn assistent.
Smith promoveerde naar de Premier League met Aston Villa aan het einde van het seizoen 2018/2019, na winst van de play-offs van het Championship in de finale tegen Derby County. Aston Villa keerde zo na drie seizoenen terug naar de hoogste afdeling, nadat men voor 2016 nog nooit was gedegradeerd uit de Premier League. Op 7 november werd Smith bij Aston Villa ontslagen na een reeks van vijf nederlagen op rij. Acht dagen later vond hij in Norwich City FC een nieuwe werkgever, dat eerder de Duitser Daniel Farke ontslagen had.